# Rinunzie
Rinunzie (Gallant Lady) è un film del 1933 diretto da Gregory La Cava.

## Trama
Una giovane ha un bambino senza essere sposata, per non allevare il bambino nella stessa condizione di miseria in cui si trova lo affida a una coppia. Col tempo lei riesce a risollevarsi e si sposa con un decoratore, quando poi rimane vedova anziché sposare il socio del marito morto che l'amava silenziosamente da anni convola a nozze col padre adottivo di suo figlio rimasto vedovo anch'esso.